# Etnocentrizam
Etnocentrizam je prosudba kulture drugih naroda iz aspekta vlastite kulture. Može se ticati jezika, običaja, vjere i ponašanja.
Etnocentrična osoba koristi vlastitu kulturu kao temelj za ocjenjivanje drugih kultura. Obično se vlastita kultura smatra najboljom i teži se tome, da se druge kulture mijenjaju, da više sliče vlastitoj kulturi. 
Izraz je prvi put koristio sociolog William G Sumner. On ga definira kao "tehnički naziv za pogled na stvari u kojima je vlastita skupina središte svega, a svi ostali su umanjeni i ocjenjuju se u odnosu na nju".

## Etnocentrizam i antropologija
Svi ljudi nastoje koristiti vrijednosti kulture u kojoj su rođeni. Jedan od glavnih ciljeva antropologije je ne koristiti etnocentrične ideje. Antropolozi pokušavaju vidjeti druge kulture iz gledišta osobe iz te kulture. To je također poznato kao kulturni relativizam. To je ideja, koja se protivi ideji, da su stvari uvijek iste u svakoj ljudskoj kulturi (ljudska univerzalija). Kulturni relativizam kaže, da je sve ljudsko djelovanje u odnosu na kulturu u kojoj se radnja događa. 